# The Wailers
Pour les articles homonymes, voir The Wailers (homonymie).
The Wailers est un groupe de reggae jamaïcain fondé en 1963 par Nesta Robert Marley (connu plus tard sous le nom de Bob Marley), Neville Livingston (connu plus tard sous le nom de Bunny Wailer) et Winston Hubert McIntosh (connu plus tard sous le nom de Peter Tosh).

## Histoire

### Studio One
Nesta Marley et Neville Livingston sont voisins et amis depuis longtemps lorsqu'ils rencontrent Winston McIntosh en 1963. Ils débutent ensemble sous la houlette du producteur Joe Higgs et se font appeler « The Teenagers », puis « The Wailing Rude Boys ». Lorsqu'ils deviennent enfin « The Wailing Wailers », ils comptent cinq membres, après les arrivées de Franklin « Junior » Braithwaite (13 ans) et Ermine « Cherry » Green. Nesta se fait désormais appeler Bob (son deuxième prénom étant Robert) et Winston prend pour pseudonyme Peter Tosh.
Au début de l'été 1964, ils décrochent une audition à Brentfort Road, où Clement « Coxsone » Dodd vient d'installer son nouveau studio, qu'il a baptisé Studio One. Sans Ermine Green, qui a quitté le groupe deux semaines avant, ils parviennent à séduire Coxsone qui accepte de les produire à condition qu'ils raccourcissent leur nom en « The Wailers ». Après l'arrivée d'une nouvelle recrue, Beverley Kelso, ils enregistrent donc leur premier morceau, Simmer Down. Le disque est un succès et caracole en tête des ventes en Jamaïque pendant deux mois, durant lesquels ils enregistrent une trentaine de chansons avec The Skatalites, le backing band de Studio One, jusqu'à la fin du mois d'août, quand « Junior » quitte la Jamaïque. Lors de sa dernière session, « Junior » chante It Hurts To Be Alone, qui sera leur second succès.
Désormais quatre, les Wailers continuent d'enregistrer et obtiennent un troisième succès avec Lonesome Feeling. Ils rencontrent les Soulettes, avec lesquelles ils commencent une longue collaboration. Neville se fait appeler Bunny. Après le départ de Beverley Kelso, en mai 1965, les trois garçons durcissent leur image. Ils deviennent des rudies et fréquentent des gunmen. Ils portent des costumes serrés, des cols à pois et des chaussures Clarke's. Bob se fait surnommer Tuff Gong. Deux tubes successifs marquent cette période, Rude Boy et I'm Still Waiting. Bob épouse Alpharita Anderson, la chanteuse des Soulettes, le 10 février 1966. Le lendemain, il part rejoindre sa mère à Wilmington, dans le Delaware.
Pendant les huit mois que Bob passe aux États-Unis, Constantine « Vision » Walker, cousin de Rita et membre des Soulettes, le remplace au sein des Wailers, qui connaissent un nouveau succès avec The Toughest. Le ska devient rocksteady. Les Wailers s'intéressent de plus en plus au mouvement rastafari. Parallèlement, leurs relations avec Coxsone sont de moins en moins bonnes.

### Freedom Time
Lorsque Bob rentre en Jamaïque, en octobre 1966, les Wailers quittent Studio One, créent leur boutique, le « Record Shack », et fondent leur propre label, Wail'N Soul'M. Ils produisent leur premier morceau, Bend Down Low, qui devient un tube. Ils deviennent « Bob Marley and The Wailers ». Mais leurs disques se vendent de moins en moins bien, malgré un autre succès avec Stir It Up. En juillet 1967, Bunny est condamné à un an d'emprisonnement pour détention de cannabis. Peter change son nom en Tosh. Pendant quelques mois, le groupe se sépare.
Mais en janvier 1968, Peter et Bob ne peuvent plus attendre la libération de Bunny. Ils recrutent Rita et enregistrent à nouveau. Mais le succès n'est pas au rendez-vous et c'est la fin de Wail'N Soul'M.
En mai 1968, les Wailers trouvent un nouveau producteur en la personne de Danny Sims, qui leur promet un album, qui ne viendra jamais. Il est tout de même le premier à sortir leurs singles à l'étranger, mais le succès ne vient toujours pas. En juillet, Bunny sort de prison. Le rocksteady est devenu reggae. À l'automne, les Wailers quittent Sims et Bob part à nouveau pour le Delaware.
À son retour, en janvier 1969, les Wailers tentent à nouveau de s'autoproduire, puis se tournent vers différents producteurs (notamment le hollandais Ted Pouder), mais ces collaborations ne durent guère longtemps. Rita quitte le groupe pour reformer les Soulettes.
En mai 1970, Leslie Kong accepte de produire le groupe, qui redevient « The Wailers », utilisant les musiciens de studio « Beverley’s All-Stars » (Lloyd Parkes, Jackie Jackson, Paul Douglas, Gladstone “Gladdie” Anderson, Winston Wright, Rad Bryan, Lynn Taitt, et Hux Brown). Les morceaux ne marchent toujours pas et le groupe est viré moins d'un mois plus tard. En août 1971, Leslie Kong profitera du succès de Trench Town Rock pour produire un album anachronique regroupant dix de ces morceaux, qu'il baptisera The Best of the Wailers.
Après avoir quitté Kong, les Wailers créent un nouveau label, Tuff Gong, sur lequel ils publient quelques titres.

### Upsetter
En août 1970, ils rencontrent Lee Perry, qui devient leur producteur, et abandonnent Tuff Gong pour son label Upsetter. Ensemble, les Wailers (qui deviennent à nouveau « Bob Marley and The Wailers ») et leur producteur vont créer un nouveau son, produire plus de quarante morceaux, dont My Cup, Small Axe, et Duppy Conqueror seront des succès. De cette collaboration seront tirés les albums Soul Rebels et Soul Revolution Part II. Mais en mars 1971, le groupe quitte Perry, emmenant avec eux le bassiste et le batteur de son groupe The Upsetters, Aston et Carlton Barrett, et Bob part pour la Suède, où il va composer avec Johnny Nash la bande originale du film Vill så gärna tro.

### Trench Town Rock
Au retour de Bob, en juillet 1971, les Wailers ressuscitent Tuff Gong et enregistrent de nouveau morceaux dont Trench Town Rock, qui reste pendant cinq mois en tête des ventes de l'île. Le succès tant attendu arrive enfin et leur permet d'acheter une nouvelle boutique et de pouvoir travailler librement. Une période très fructueuse commence, durant laquelle ils produisent une vingtaine de titres en trois mois.

### Island
Après une courte séparation de novembre 1971 à mai 1972 durant laquelle Bob rejoint à nouveau Johnny Nash en Suède puis à Londres, où il enregistre quelques chansons en solo pour Danny Sims, le groupe décroche un contrat avec Chris Blackwell, patron de la maison de Island Records, pour réaliser un album. Il redevient « The Wailers » et se met immédiatement au travail. L'album Catch A Fire est enregistré en octobre 1972 et sort en décembre. En avril 1973, ils enregistrent déjà Burnin'. Une longue et éprouvante tournée s'ensuit, qui conduira les Wailers en Angleterre et aux États-Unis, et au cours de laquelle Bunny quitte définitivement le groupe (en juin 1973). Il est remplacé par Joe Higgs, mais en novembre, une fois la tournée terminée, Peter annonce qu'il part lui aussi. C'est la fin des Wailers. Le nom de Wailers ne concernera désormais que les musiciens qui accompagneront Bob Marley pendant toute sa carrière solo.

## Discographie

### The Wailers
- 1966 : The Wailing Wailers produit par Clement « Coxsone » Dodd
- 1970 : Soul Rebels produit par Lee Perry
- 1971 : Soul Revolution Part II produit par Lee Perry
- 1971 : The Best of the Wailers produit par Leslie Kong (enregistré en mai 1970 mais paru en août 1971)
- 1972 : Catch A Fire produit par Bob Marley et Chris Blackwell
- 1973 : Burnin' produit par Chris Blackwell et les Wailers
- 1993 : Never Ending Wailers
- 2003 : Hi-Fi Calypso avec Karl Zéro

### Bob Marley and the Wailers
- 1974 : Natty Dread
- 1975 : Live ! (album live)
- 1976 : Rastaman Vibration
- 1977 : Exodus
- 1978 : Babylon By Bus (double album live)
- 1978 : Kaya
- 1979 : Survival
- 1980 : Uprising
- 1983 : Confrontation (album posthume)

La multitude de compilations regroupant des morceaux des Wailers mais abusivement attribuées à Bob Marley (et souvent illustrées de photos anachroniques de Bob) ont donné lieu à de nombreux procès de la part des autres membres du groupe ou de leurs descendants.